# L'Homme aux camées
Pour les articles homonymes, voir Cameo Kirby, Cameo et Kirby.

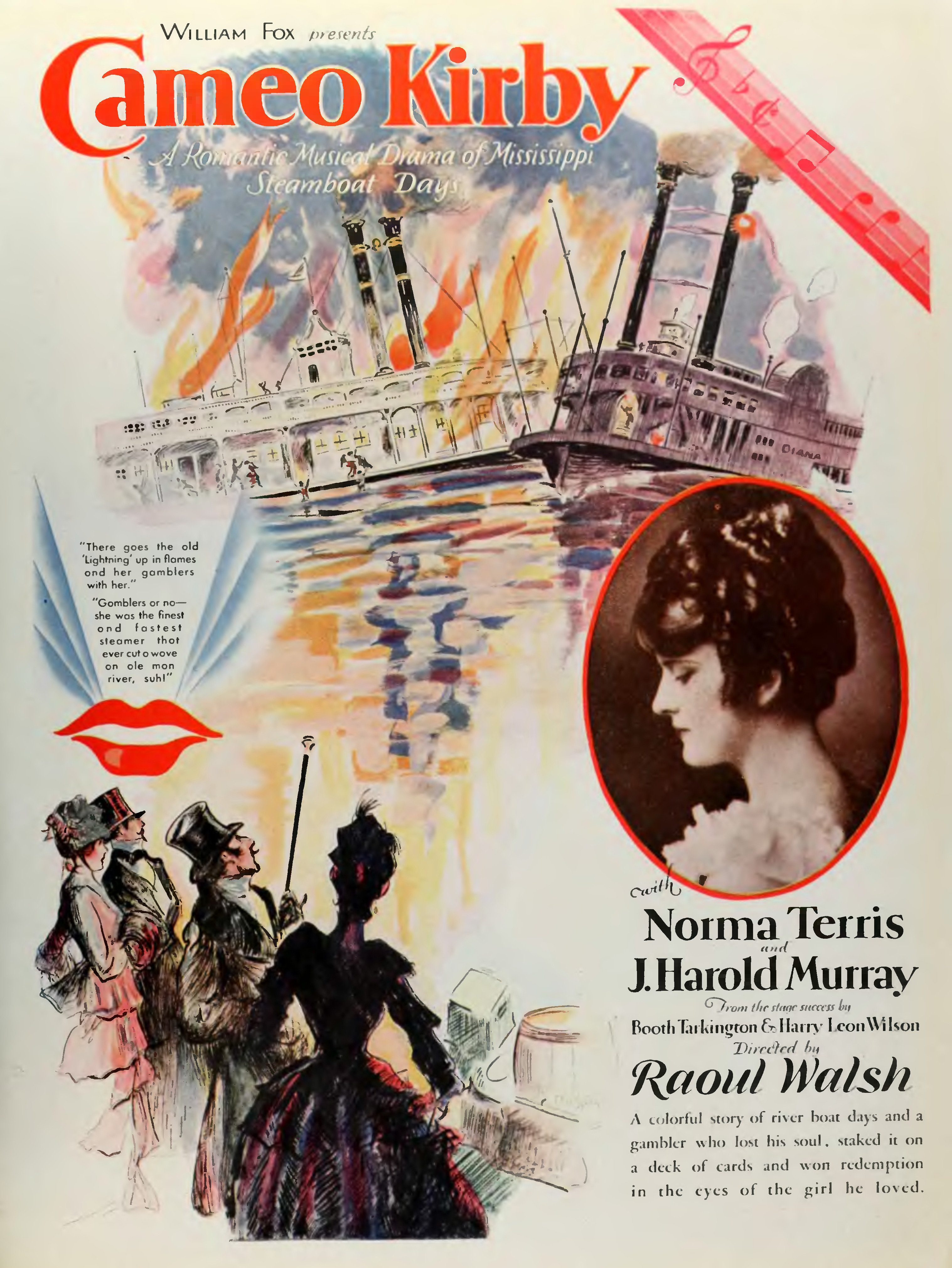
Annonce du film dans The Film Daily en 1929.

L'Homme aux camées (Cameo Kirby) est un film américain réalisé par Irving Cummings et sorti en 1930. Il est basé sur une pièce de théâtre de 1909, qui avait déjà été adaptée en 1923 sous le titre Cameo Kirby par John Ford.

## Fiche technique
- Réalisation : Irving Cummings
- Scénario : Marion Orth (en) d'après la pièce Cameo Kirby de Booth Tarkington et Harry Leon Wilson
- Photographie : George Eastman, L. William O'Connell
- Montage : Alex Troffey
- Musique : George Lipschultz
- Genre : Mélodrame[1]
- Production : Fox Film Corporation
- durée:  70 minutes
- Date de sortie : 12 janvier 1930

## Distribution

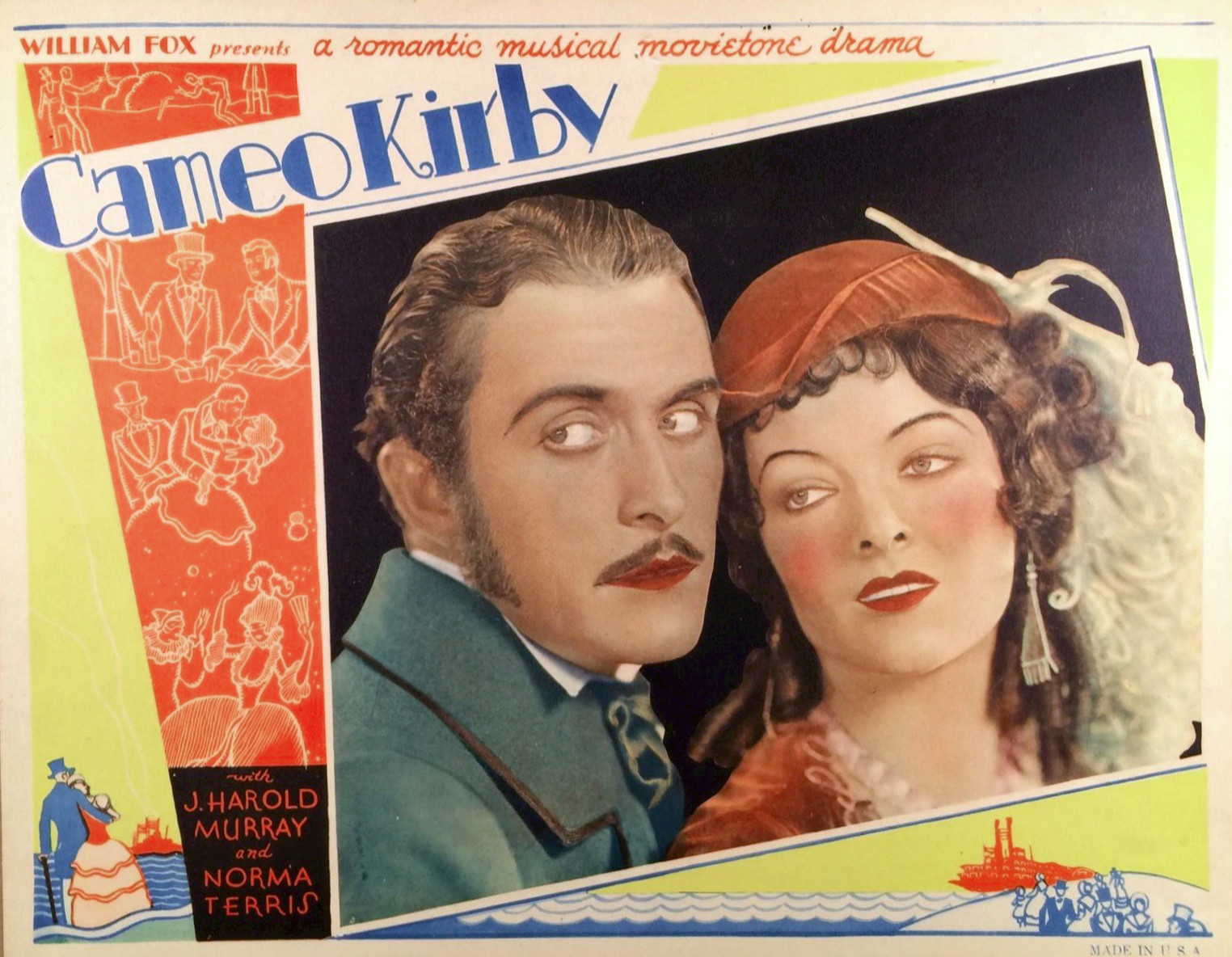
Douglas Gilmore et Myrna Loy, carte promotionnelle du film.

- J. Harold Murray : Cameo Kirby
- Norma Terris : Adele Randall
- Douglas Gilmore : Jack Moreau
- Robert Edeson : Colonel Randall
- Myrna Loy : Lea
- Charles Morton : Anatole
- Stepin Fetchit : Croup
- George MacFarlane : George
- John Hyams : Larkin Bunce
- Carrie Daumery : Claire Devezac
- Beulah Hall Jones : Poulette